# Olaudah Equiano

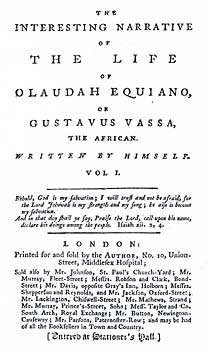
The interresting narrative of the life of Olaudah Equiano

Olaudah Equiano (Essaka, ca. 1745 – City of Westminster (Londen), 31 maart 1797), ook bekend als Gustavus Vassa, was een achttiende-eeuwse koopman en schrijver van Afrikaanse afkomst die in Groot-Brittannië en de Britse kolonies leefde. Hij was een belangrijk abolitionist.

## Leven
Volgens zijn autobiografie begon zijn leven in Essaka (nu gespeld als Isseke) aan de rivier de Niger in Nigeria. Men spreekt er Igbo en het district heet nu Anambra. Op jeugdige leeftijd werd hij ontvoerd door zijn familie en moest hij huisslaaf worden in een naburig dorp.
Op 10-jarige leeftijd werd hij verkocht aan een Europese slavenhandelaar en naar de Nieuwe Wereld gebracht. Hij werd gekocht door Michael Pascal, een kapitein van de Britse marine. Pascal gaf hem de naam Gustavus Vassa, want in die tijd werd door het hernoemen gepoogd de slaaf zijn vroegere identiteit te ontnemen. Met hem deed hij ook een aantal malen Holland aan, onder andere om Willem van Cumberland terug naar Engeland te brengen. Later werd hij gekocht door Robert King, een Quaker die handel  dreef met de Caraïben. Equiano had ondertussen al Engels leren lezen. Tussen 1763 en 1766 reisde hij op schepen onder bevel van kapitein Thomas Farmer (die in dienst was van King) naar verschillende eilanden in het Caribisch gebied, zoals Sint Eustatius, Santa Cruz en Saint Kitts.
Voor zijn dertigste kocht Equiano zijn vrijheid terug van King voor de oorspronkelijke vraagprijs van 40 pond. Uit vrees om opnieuw in slavernij te belanden vertrok hij naar het veiligere Engeland. In Londen ging hij de zaak van het abolitionisme verdedigen. Hij was een populair spreker en men drong erop aan dat hij zijn memoires zou schrijven. 
In 1789 verscheen zijn autobiografie onder de titel The Interesting Narrative of the Life of Olaudah Equiano, Or Gustavus Vassa, The African. Het is een van de oudste boeken gepubliceerd door een Afrikaanse schrijver. In deze autobiografie schreef hij o.a.: 
ik was nog steeds bang dat ik gedood zou worden, aangezien ik vond dat de blanken zich op zo'n brute wijze gedroegen en ik nog nooit mensen had gezien die zo wreed waren, en dat niet alleen jegens ons, maar ook onder elkaar. Toen we op het dek werden gelaten, zag ik hoe een man bij de mast zo ongenadig met een touw werd geslagen dat hij eraan bezweek en ze gooiden hem overboord gelijk ze met een dood beest gedaan zouden hebben.— Olaudah Equiano
Henri Grégoire hield niet van Equiano's stijl, misschien omdat Equiano mensen probeerde te beschamen die zich nog niet achter de zaak van het abolitionisme gesteld hadden.
Equiano trouwde met Susannagh Cullen op 7 april 1792 en uit dit huwelijk kwamen twee dochters voort. Equiano stierf op 31 maart 1797 op 52-jarige leeftijd, een jaar na zijn vrouw.

## Roman
In 2013 verscheen de roman De zwarte messias van de Belgisch-Nigeriaanse schrijfster Chika Unigwe, gebaseerd op het leven van Equiano.

## Publicatie
Olaudah Equiano, Merkwaardige levensgevallen van Olaudah Equiano of Gustavus Vassa, den Afrikaan, door hem zelven beschreven. Pieter Holsteyn (1790) – via Delpher. 